# Rowzé Khâni
Rowzé Khâni (persan : روضه خوانی, « La récitation du Jardin [des martyrs] ») aussi transcrit Rawzah Khani, Rawzah Khawni ou Rawḍa Khānī, est un rituel chiite iranien lié avant tout aux commémorations de la Passion d'al-Husayn. Il a aussi lieu tous les jours de l'année pour commémorer la mort de Husayn ibn Ali et de ses partisans lors de la bataille de Kerbala.

## Origine du nom
Selon Peter J. Chelkowski, l'expression Rowzé khani (« récitant de Rowzé ») fait référence au Rowzat-och-chohadâ (arabe : روضةُ الشهداء, « Le Paradis des martyrs »), ouvrage composé en persan par le savant chiite Hussein Wâ'ez Kashefi (m. 910/1504-05). Toutefois, ce titre est souvent abrégé Rowzé, et on le rencontre plus fréquemment ainsi que sous la forme complète Rowzé Khâni. Ce dernier titre allie les mots « paradis » et « récitant » (du Rowzat-och-chohadâ). Peu à peu, les Rowzé-khâns ont enrichi leur art et ajouté à leur répertoire la récitation d'autres textes, sans pour autant que le rituel change de nom,.
Selon un autre commentaire[Lequel ?] sur l’origine du nom de ce rituel, selon lequel Rowza viendrait d'un hadîth[Lequel ?] de Mahomet.

## Représentations

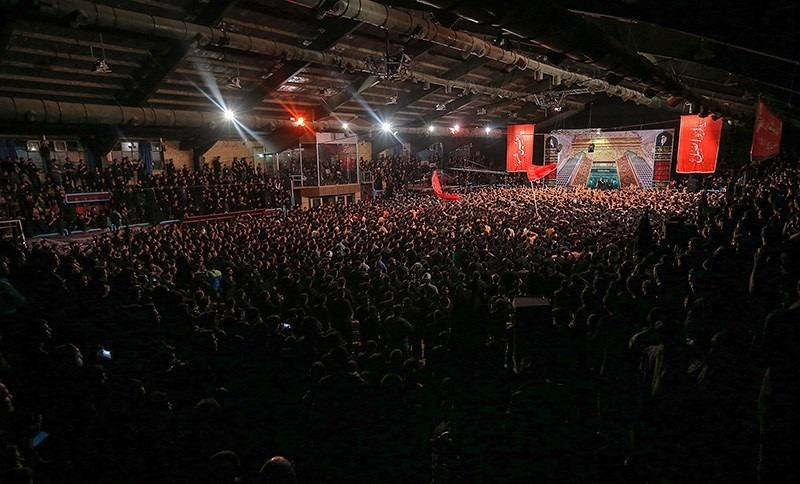
Une séance de Rowzé Khâni à Qom

Le Rowzé Khâni est une représentation publique au cours de laquelle on lit le Rowzat-och-chohadâ, « Le Paradis des martyrs ». Il s'agit d'une lamentation commémorant la mort de Husayn ibn Ali et de ses compagnons, victimes de l'injustice du calife Yazid Ier lors de la bataille de Kerbala, en particulier de la part de musulmans chiites iraniens,,.
Au cours de ce rituel de deuil, le Rowzé khân (narrateur ou narratrice) déclame de façon émouvante des chapitres de l'histoire des martyrs. Le rituel peut se dérouler n'importe où : places publiques de villes et villages, chantiers de mosquées ou maisons privées ou encore dans des bâtiments construits spécialement pour ce genre de spectacle, appelés hussainiya ou tekyeh.
À l'origine, ce rituel était célébré pendant les dix premiers jours du mois de Muharram, avant qu'il ne s'étende à l'ensemble de la période des mois de Muharram et de Safar. Il peut même s'exprimer, à présent, chaque jour de l'année. Au xixe siècle, sous la dynastie Qajar, le Rowzé Khâni avait déjà été utilisé par des acteurs du Ta'zieh,,.
Cette manifestation prend à l'évidence son origine en Iran, mais elle a gagné d'autres pays musulmans, et on peut, par exemple, aussi assister à des Rowzé à Bahreïn sous leur forme originale, ainsi qu'en Inde (mais sous une forme modifiée), ainsi que dans d'autres pays musulmans encore.

## Le Rowzé sous les différents pouvoirs iraniens

### Séfévides
L'État séfévide a tenté d'encourager et de renforcer les rituels et traditions chiites en Iran — dont le Rowzé khani mais aussi les commémorations de deuil des Imams chiites, surtout celles de Hussein ibn Ali.

### Dynastie Kadjar
La dynastie Kadjar conserve le chiisme comme religion officielle d’Iran. Naser-al-Din Shah fut le souverain le plus cultivé de cette dynastie et il s'est montré ouvert aux arts européens. C'est sous son règne que le théâtre et le cinéma firent ainsi leur apparition en Iran. D'autre part, il a développé les cérémonies chiites comme le ta'zieh, faisant bâtir de vastes salles destinées à les recevoir (les tekiyeh, mentionnées plus haut). Il a aussi promu le rituel de Rowzé Khani.

### Dynastie Pahlavi
Reza Chah mit en œuvre différentes réformes pour moderniser le pays, comme par exemple l'abolition du voile pour les femmes. Dans cette vague de modernisation, il a également découragé les activités et manifestations religieuses comme le Ta'zieh et les fêtes chiites pour la passion d’al-Hussein ainsi que les rituel de Rowzeh en public, les jugeant rétrogrades et incompatibles avec la modernisation du pays,.

### République islamique

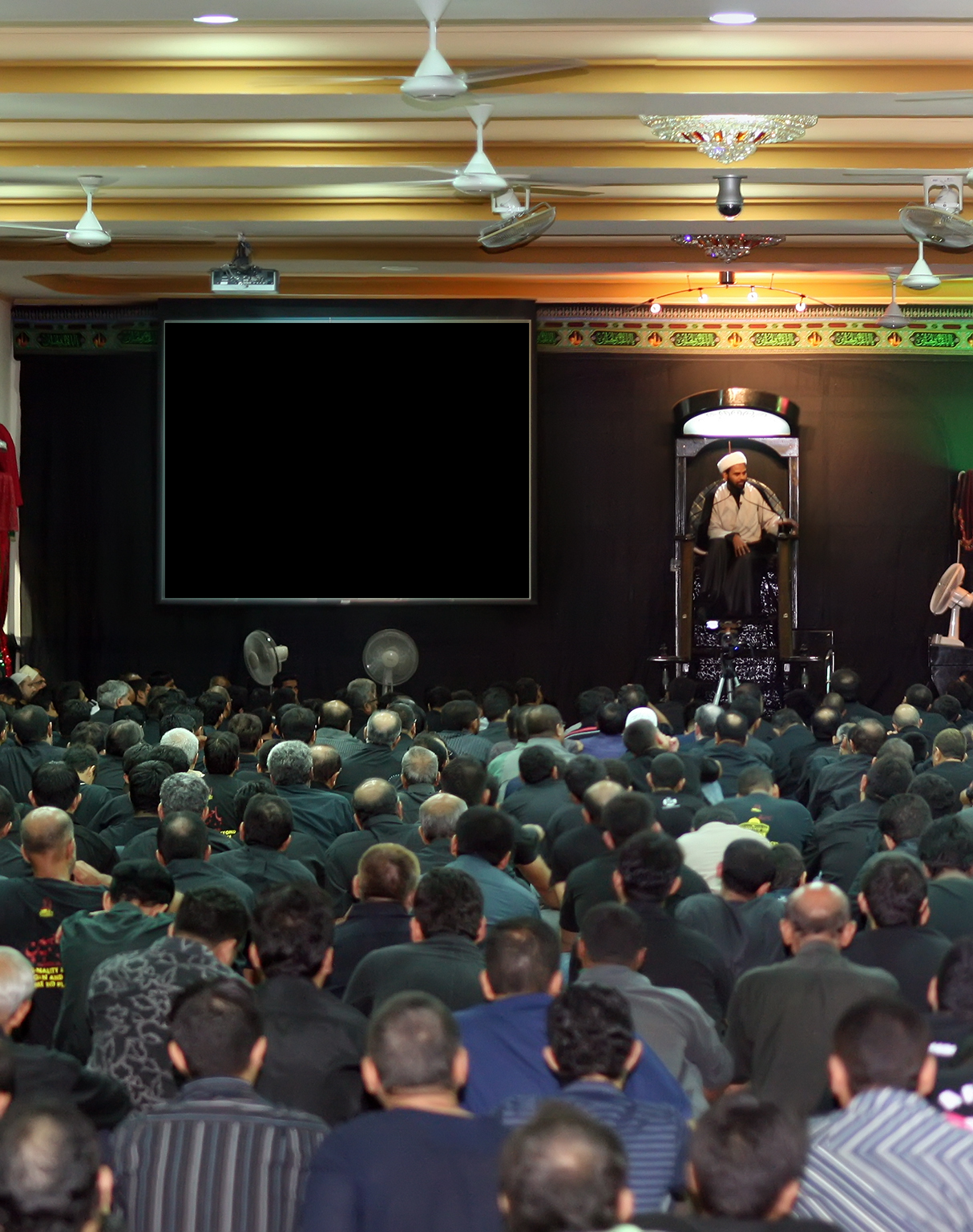
Séance de Rowzé Khâni en Tanzanie

Dans la période qui précède la révolution iranienne de 1979, on a assisté dans différents quartiers de Téhéran à des rassemblements religieux quotidiens, organisés par des groupes et associations de quartier ou par les guildes de commerçants du bazar. Ces réunions religieuses se terminaient très souvent par un rowzeh, moyen plus ou moins déguisé de manifester l'opposition au gouvernement. En fait, l'omniprésence de ces rassemblements de rawzeh khâni a contribué à éveiller la population contre le Shah, ce qui a conduit à sa chute et à l'établissement de la République islamique d'Iran.